# جوردن شرقی (میشیگان)
جوردن شرقی، میشیگان (به انگلیسی: East Jordan, Michigan) یک شهر در ایالات متحده آمریکا با جمعیت ۲٬۳۵۱ نفر است که در میشیگان واقع شده‌است.

## تاریخچه
جردن شرقی زمانی در دهه 1870 تاسیس شد که یک کارخانه چوب در کنار رودخانه جردن در نزدیکی شهر ساخته شده بود. در اصل دو مکان وجود داشت. خود جردن شرقی با فروشگاهی ساخته شده توسط ویلیام اف. امپی ، مهاجر كانادایی ، در سال 1874 ساخته شد. همچنین محلی به نام «ساوث آرم» South Arm وجود داشت. این دو منطقه در سال 1878 با هم ادغام شدند. جردن شرقی  در سال 1887  به عنوان یک دهکده و   در سال 1911 به عنوان یک شهر ثبت شده است.
این شهر به سرعت رشد کرد و تا سال 1890 ،  با داشتن یک کارخانه  آهن بزرگ (کارخانه آهن آردن شرقی هنوز هم در حال حاضر فعالیت می کند) ، یک آسیاب خوراک و جمعیتی نزدیک به 1000 نفر را به خود اختصاص داد. در اواخر قرن حاضر ، توسط دو خط ریلی به این شهر سرویس می دادند.  با این دو اتصال راه آهن ، جردن شرقی به سرعت به یک مرکز اصلی تولید تبدیل شد. تا به امروز ، چهار شرکت صنعتی همچنان در شهرک فعالیت می کنند.
در سال 1899 ، راه آهن دیترویت و شارلویکس خط اصلی خود را از طریق ضلع شرقی شهر احداث کردند و در سال 1901 راه آهن جردن شرقی و جنوبی عملیاتی را در انتهای غربی شهر آغاز کردند. با این دو اتصال راه آهن ، جردن شرقی به سرعت به یک مرکز اصلی تولید تبدیل شد. در سال 1932 دیترویت و شارلویکس متروکه شدند و پس از پایان کار کارخانه آهن جردن شرقی ، کار خود را در پاییز 1961 پس از پایان کار  دنبال کرد.

## موقعیت جغرافیایی
موقعیت جغرافیایی شهرها و مناطق اطراف به شرح زیر است: